# Shinnosuke Hatanaka
Shinnosuke Hatanaka (n. 25 august 1995, Yokohama, Japonia) este un fotbalist japonez.
Hatanaka a debutat la echipa națională a Japoniei în anul 2019.

## Statistici
| Japonia | Japonia | Japonia |
| An      | Meciuri | Goluri  |
| ------- | ------- | ------- |
| 2019    | 7       | 0       |
| Total   | 7       | 0       |